# Listă de sculptori azeri
Aceasta este o listă de sculptori azeri:

## A
- Fuad Abdurahmanov (1915–1971)
- Zakir Ahmedov (1955– )
- Natig Aliyev (1958– )
- Akif Askerov (1940– )

## D
- Djavanshir Dadashov (1952– )

## E
- Omar Eldarov (1927– )

## H
- Huseyn Hakverdiyev (1956– )
- Elmira Huseynova (1933–1995)

## I
- Djamshid Ibrahimli (1941– )
- Zeynalabdin Isgenderov (1949– )

## K
- Djalal Karyadi (1914–2001)
- Ibrahim Kuliyev (1915–1971)
- Senan Kurbanov (1938– )

## M
- Katib Mammadov (1927– )
- Selhab Mammadov (1943– )
- Tokay Mammadov (1927– )
- Ziver Mammadova (1902–1980)
- Miralasgar Mirgasimov (1924–2004)

## N
- Fazil Nedjefov (1935– )

## R
- Munevver Rzayeva (1924–2009)

## S
- Pinhos Sabsay (1893–1980)
- Fuad Salayev (1943– )